# فيض أباد (كاهشنغ)
فيض أباد (بالفارسية: فیض‌آباد) هي مستوطنة تقع في إيران في قسم كاهشنغ الريفي.